# Pupulina flores
Pupulina flores är en kräftdjursart som beskrevs av van Beneden 1892. Pupulina flores ingår i släktet Pupulina och familjen Caligidae. Inga underarter finns listade i Catalogue of Life.